# Подорожник перистий
Подорожник перистий, подорожник пірчастий (Plantago coronopus L.) – вид рослин родини подорожникові (Plantaginaceae).

## Опис
Однорічна, дворічна або багаторічна, від 5 до 25 см заввишки рослина, листя якої в прикореневій розетці і формує довгі голі, квітучі стебла. Рослина утворює стрижневий корінь, з яким може пережити зиму. Листя 15–2,2 x 0,1–1,5 см, від лінійних оберненоланцетовидих. Суцвіття ростуть вертикально на 4–7 см у висоту. Численні, білуваті, квітки. Цвіте з лютого по червень.

## Поширення
Північна Африка: Алжир; Єгипет; Лівія; Марокко. Азія: Кувейт; Афганістан; Кіпр; Єгипет — Синай; Іран; Ірак; Ізраїль; Йорданія; Ліван; Сирія; Туреччина; Таджикистан; Туркменістан; Узбекистан; Пакистан. Кавказ: Азербайджан; Росія — Дагестан. Європа: Данія; Фарерські острови; Ірландія; Швеція; Об'єднане Королівство; Бельгія; Німеччина; Нідерланди; Польща; Україна — Крим; Албанія; Болгарія; Хорватія; Греція [вкл. Крит]; Італія [вкл. Сардинія, Сицилія]; Румунія; Сербія; Словенія; Франція [вкл. Корсика]; Португалія [вкл. Азорські острови, Мадейра]; Іспанія [вкл. Балеарські острови, Канарські острови]. Натуралізований у деяких інших країнах. Населяє піщані або гравійні ґрунти близько до моря; 0–1100 м.

## Галерея

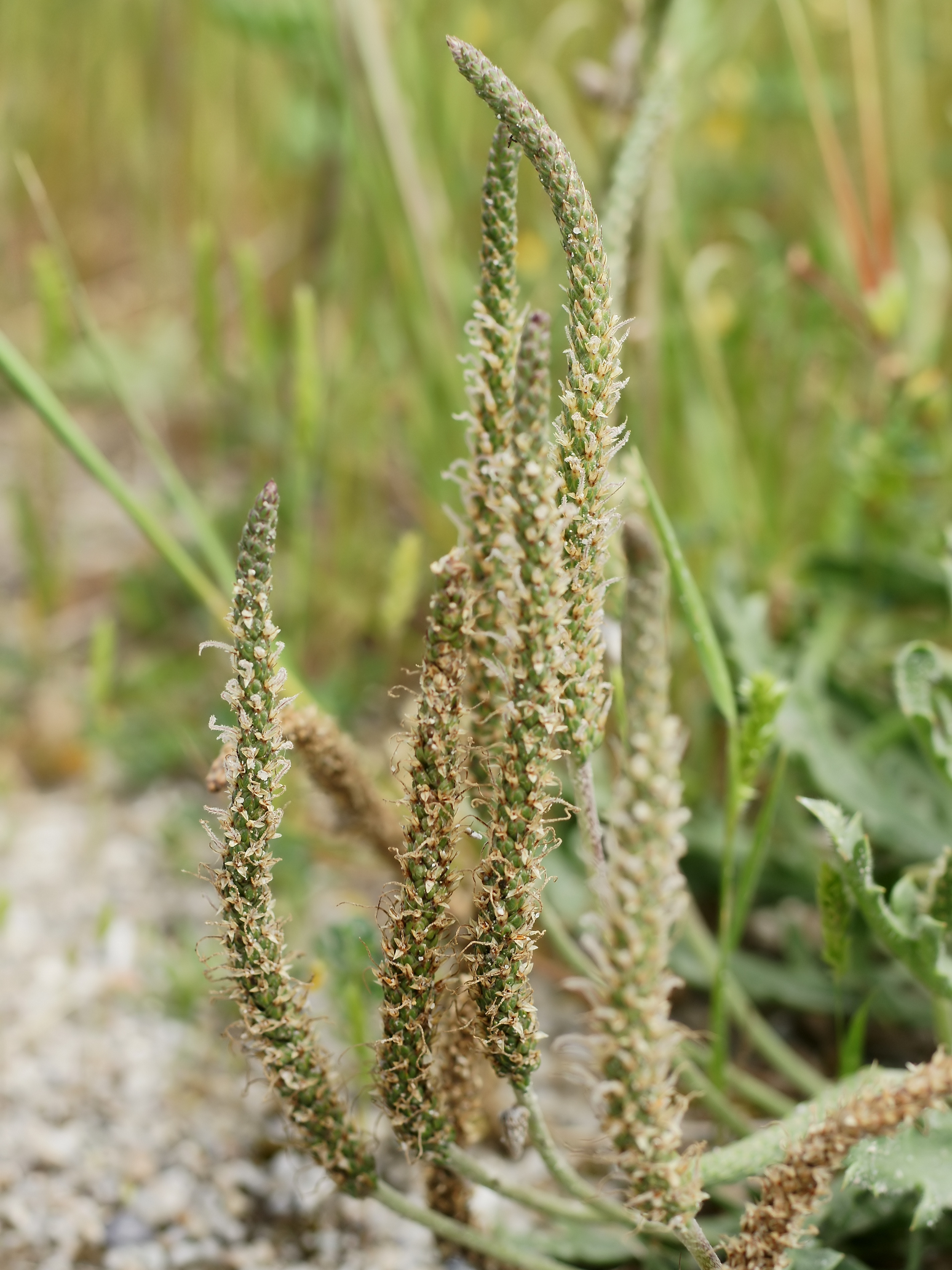
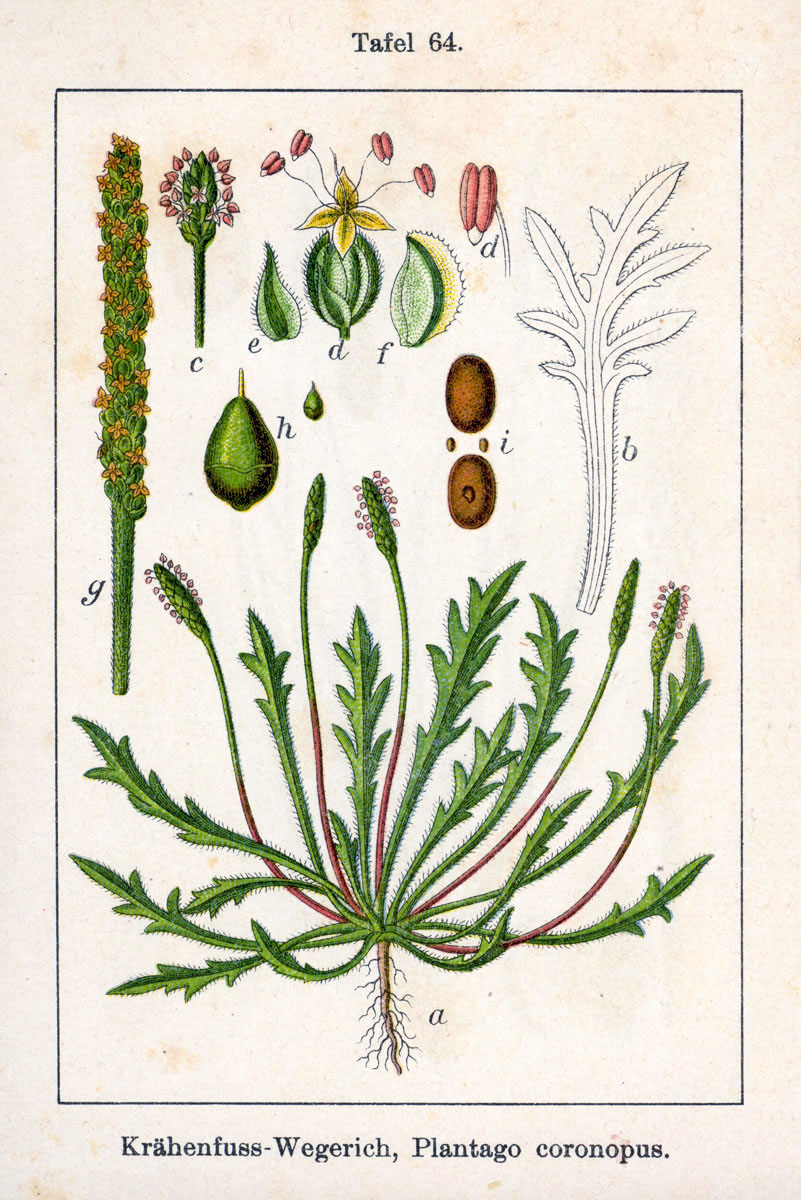